# Selenisa semiscripta
Selenisa semiscripta är en fjärilsart som beskrevs av Paul Mabille 1893. Selenisa semiscripta ingår i släktet Selenisa och familjen nattflyn. Inga underarter finns listade i Catalogue of Life.